# Dora Menichelli
Dora Menichelli (1892 – 1993) fue una actriz teatral y cinematográfica, además de cantante, de nacionalidad italiana.

## Biografía
Nacida en Vibo Valentia, Italia, empezó a actuar a comienzos de los años 1910 como joven actriz dramática. Dotada de buena voz, fue contratada para trabajar en varias compañías de operetas.
Tras la Primera Guerra Mundial formó parte de la compañía de Armando Falconi y, más adelante, de la de Aristide Baghetti. En esa época conoció a su colega Armando Migliari, con el que se casó poco después, formando la pareja una compañía teatral propia. Más adelante, en 1930, fue parte del elenco del Teatro degli Arcimboldi de Milán, bajo dirección de Nera Grossi Carlini, y actuando junto a Anna Magnani, Rina Franchetti y Cesarina Gheraldi.
En los comienzos de los años 1930 fue contratada por el Ente Italiano per le Audizioni Radiofoniche, actuando como cantante en algunos espectáculos. Acompañada por el maestro Tito Petralia, una de sus canciones de mayor éxito fue "Cosa hai fatto del mio cuor?", también grabada en disco. En ese mismo período también participó en diversas comedias y dramas radiofónicos.
Su debut en el cine mudo tuvo lugar en 1914, bajo dirección de Ubaldo Pittei, en la película Complice azzurro, siendo su última cinta Apparizione (1944), junto a Amedeo Nazzari.
Dora Menichelli falleció en 1993. Era hermana de la actriz Pina Menichelli, una de las más importantes intérpretes del cine mudo italiano.

## Filmografía
- Complice azzurro, de Ubaldo Pittei (1914)
- Silvio e lo Stradivarius, de Ugo Falena (1915)
- Cura di baci, de Emilio Graziani (1916)
- Pazzia contagiosa, de Eduardo Bencivenga (1917)
- I fioretti di San Francesco, de Emilio Graziani (1917)
- La moglie scacciata, de Giuseppe Pinto (1919)
- È tornato carnevale, de Raffaello Matarazzo (1937)
- Apparizione, de Jean de Limur (1944

## Teatro
- Luciano (1930), de Leonida Repaci, con Anna Fontana, Gino Tassani y Dora Menichelli. Compañía del Teatro Arcimboldi de Milán, dirigida por Nera Grossi Carlini. Estreno el 30 de diciembre de 1930.